# Sabah (sångare)
Sabah (arabiska: صباح), artistnamn för Jeanette Gergis Al-Feghali, född 10 november 1927 i Bdadoun i Libanon, död 26 november 2014 i Beirut, var en libanesisk sångerska och skådespelare.

## Karriär
Sabah slog igenom på 1940-talet i Egypten, där hon var med i tre filmer. Hon fick 150 pund per film. Sabah fortsatte sedan sin karriär i Libanon inom dans, teater, film och sång. Hon spelade in över 4000 låtar, medverkade i över 80 filmer och uppträdde på scener som Albert Hall i London och Sydneys opera.

## Privatliv
Sabah var gift nio gånger och fick två barn.
Hon avled i gryningen onsdagen den 26 november 2014 i sin bostad vid en ålder av 87 år. Hennes grav är utformad som ett sovrum.